# Mirabel-et-Blacons
Pour les articles homonymes, voir Mirabel.
Mirabel-et-Blacons est une commune française située dans le département de la Drôme, en région Auvergne-Rhône-Alpes.
Elle regroupe deux anciens villages et ses habitants sont dénommés les Blaconnais.

## Géographie

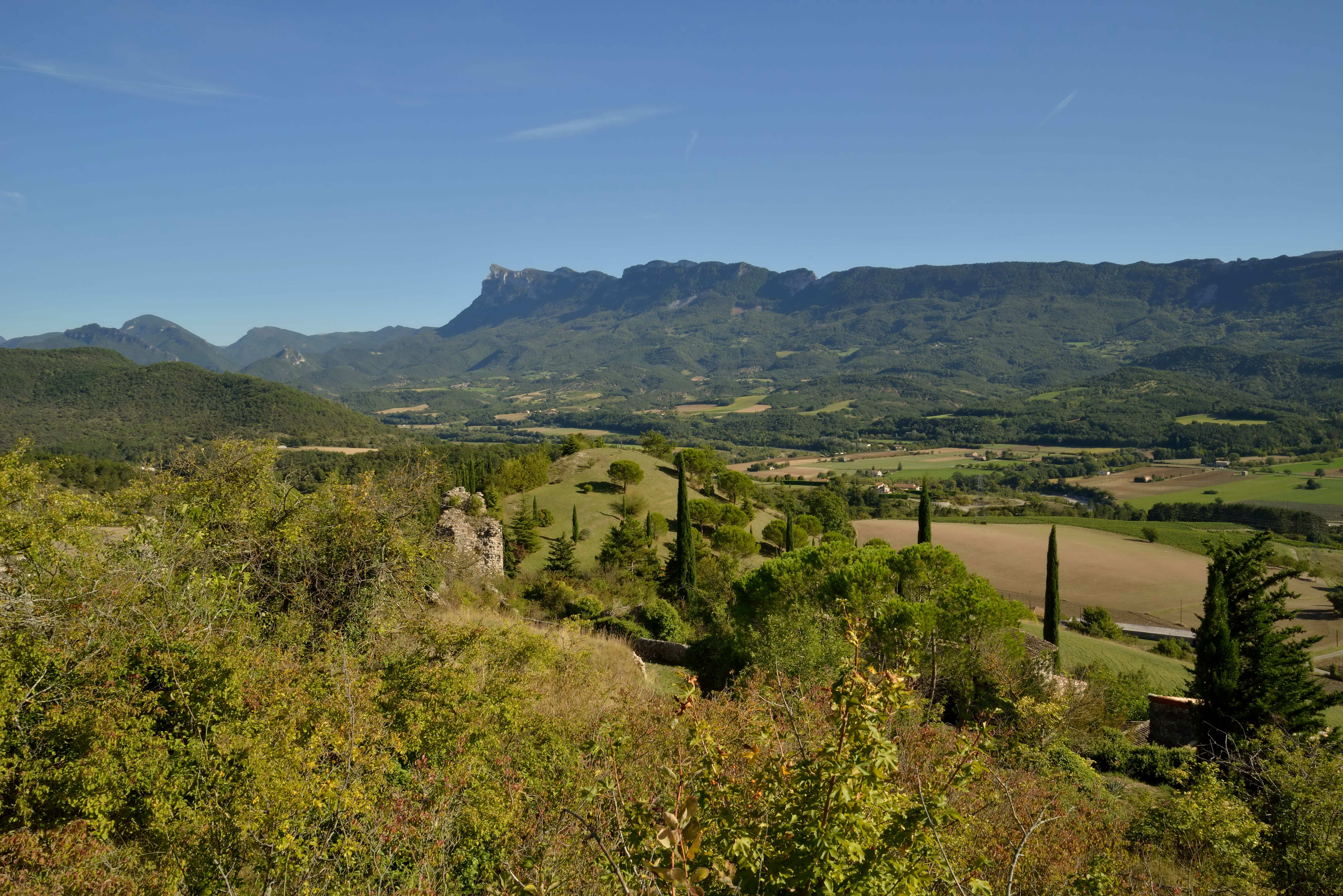
Paysage depuis le vieux village de Mirabel.

### Localisation
Mirabel-et-Blacons se situe à six kilomètres de Crest, aux premiers contreforts du massif du Vercors. Elle est rattachée à la communauté de communes du Crestois et du pays de Saillans.

### Communes limitrophes
|                | Suze, Montclar-sur-Gervanne | Véronne    |
| Aouste-sur-Sye | Mirabel-et-Blacons          | Saillans   |
|                | Piégros-la-Clastre          | Aubenasson |

### Géologie et relief
Le village est installé sur un promontoire marneux.

### Hydrographie
La partie méridionale du territoire de la commune est bordé par la Drôme. Le bourg central est traversé par la Gervanne, un affluent de la Drôme qui prend sa source dans les hauteurs du rebord occidental du massif du Vercors au niveau du col de la Bataille.

### Climat
Pour des articles plus généraux, voir Climat d'Auvergne-Rhône-Alpes et Climat de la Drôme.
En 2010, le climat de la commune est de type climat méditerranéen altéré, selon une étude du CNRS s'appuyant sur une série de données couvrant la période 1971-2000. En 2020, Météo-France publie une typologie des climats de la France métropolitaine dans laquelle la commune est exposée à un climat de montagne ou de marges de montagne et est dans la région climatique  Alpes du sud, caractérisée par une pluviométrie annuelle de 850 à 1 000 mm, minimale en été.
Pour la période 1971-2000, la température annuelle moyenne est de 12,8 °C, avec une amplitude thermique annuelle de 17,6 °C. Le cumul annuel moyen de précipitations est de 902 mm, avec 7,5 jours de précipitations en janvier et 4,7 jours en juillet. Pour la période 1991-2020, la température moyenne annuelle observée sur la station météorologique de Météo-France la plus proche, « Beaufort-S-Gervanne », sur la commune de Beaufort-sur-Gervanne à 9 km à vol d'oiseau, est de 12,8 °C et le cumul annuel moyen de précipitations est de 936,4 mm,. Pour l'avenir, les paramètres climatiques de la commune estimés pour 2050 selon différents scénarios d'émission de gaz à effet de serre sont consultables sur un site dédié publié par Météo-France en novembre 2022.

## Urbanisme

### Typologie
Au 1er janvier 2024, Mirabel-et-Blacons est catégorisée commune rurale à habitat dispersé, selon la nouvelle grille communale de densité à 7 niveaux définie par l'Insee en 2022.
Elle appartient à l'unité urbaine de Crest, une agglomération intra-départementale dont elle est une commune de la banlieue,. Par ailleurs la commune fait partie de l'aire d'attraction de Crest, dont elle est une commune de la couronne,. Cette aire, qui regroupe 17 communes, est catégorisée dans les aires de moins de 50 000 habitants,.

### Occupation des sols
L'occupation des sols de la commune, telle qu'elle ressort de la base de données européenne d’occupation biophysique des sols Corine Land Cover (CLC), est marquée par l'importance des forêts et milieux semi-naturels (53,8 % en 2018), en diminution par rapport à 1990 (56,3 %). La répartition détaillée en 2018 est la suivante : 
forêts (52,6 %), zones agricoles hétérogènes (27,6 %), terres arables (14,7 %), zones urbanisées (2,5 %), prairies (1,4 %), espaces ouverts, sans ou avec peu de végétation (1,1 %). L'évolution de l’occupation des sols de la commune et de ses infrastructures peut être observée sur les différentes représentations cartographiques du territoire : la carte de Cassini (XVIIIe siècle), la carte d'état-major (1820-1866) et les cartes ou photos aériennes de l'IGN pour la période actuelle (1950 à aujourd'hui).

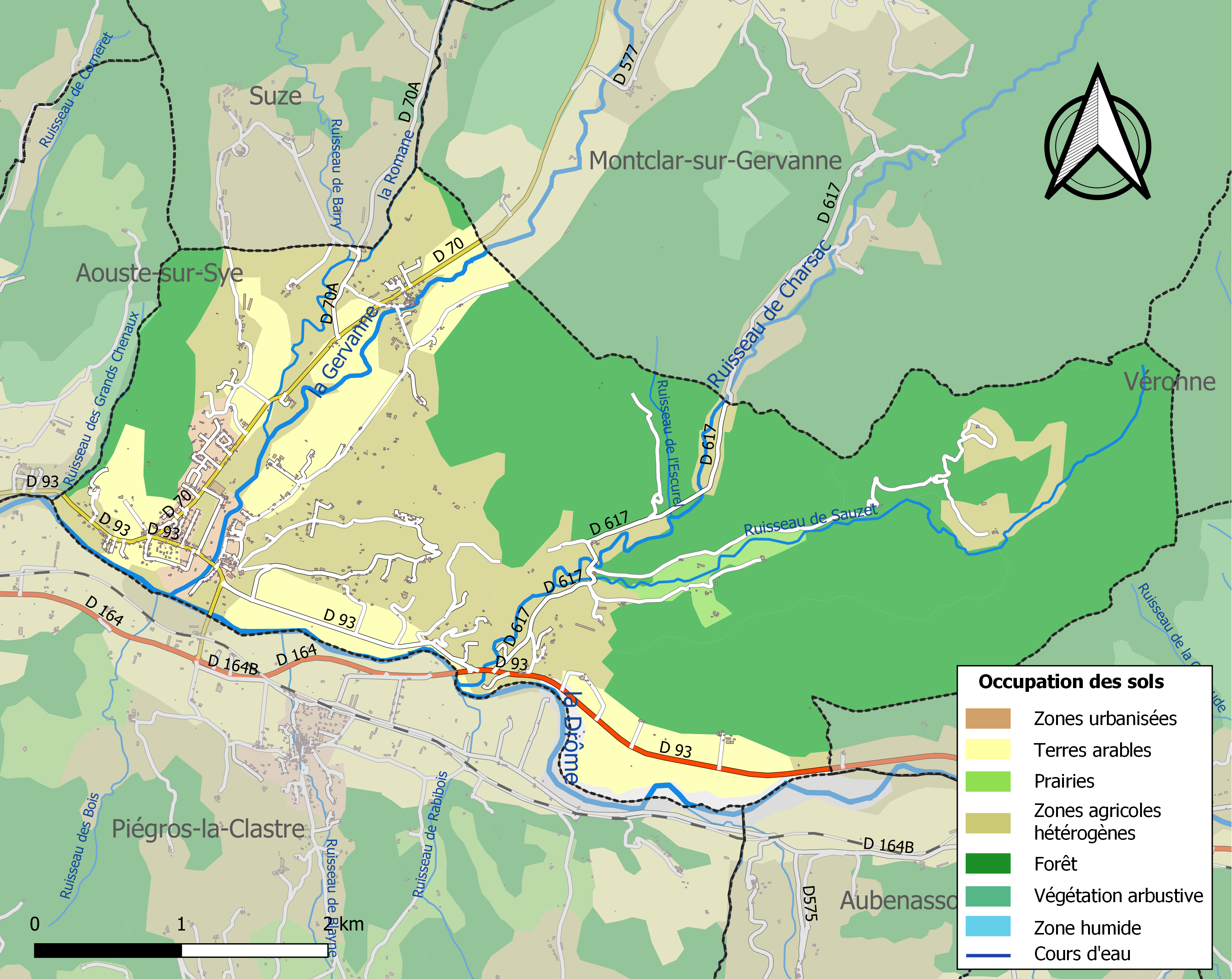
Carte des infrastructures et de l'occupation des sols de la commune en 2018 (CLC).

### Hameaux et lieux-dits
La commune de Mirabel-et-Blacons comprend également le hameau des Berthalais, établi en direction de Beaufort-sur-Gervanne.

## Toponymie

### Attestations
Mirabel
- 1165 : Castrum de Mirabel (cartulaire de Die, 20)[14].
- XIVe siècle : mention de la paroisse : Capella de Mirabello (pouillé de Valence)[14].
- 1450 : mention de la perception des évêques de Die : Castellania de Augusto et Myrabelli (Rev. de l'évêché de Die)[14].
- 1509 : mention de l'église Saint-Marcel : Ecclesia Beati Marcelli loci Mirabelli (visites épiscopales)[14].
- 1516 : mention de la paroisse : Cura Mirabelli (pouillé de Valence)[14].
- 1635 : Mirebel (terrier de Saillans)[14].
- 1642 : Mirabel en Diois[réf. nécessaire].
- 1891 : Mirabel, village, chef-lieu de la commune de Mirabel-et-Blacons[14].

Blacons
- 1642 : Le Devès (Lacroix : L'arrondissement de Montélimar, III, 50)[15].
- Le 18 juin 1642, Hector d'Armand de Forest, seigneur de Mirabel et de Blacons-sur-la-Roche-Saint-Secret, vendant cette dernière terre, s'en réserva le nom qu'il transporta sur le fief du Devès, paroisse de Mirabel, acquis de l'évêque de Die et depuis appelé Blacons[15].
- 1891 : Blacons, village, église, usine et château de la commune de Mirabel-et-Blacons[15].

Mirabel-et-Blacons
- 1805 : Mirabel-et-Blacons[réf. nécessaire]).
- 1891 : Mirabel-et-Blacons, commune du canton de Crest-Nord[14].

### Étymologie
Mirabel
Le toponyme vient de l'occitan et signifierait « qui voit loin » du fait de la position élevée de Mirabel[réf. nécessaire].

En latin populaire, le verbe regarder se disait « mirare » (d'où le francoprovençal « mira » et le vieux-français « mirer »). Associé à bel, il a donné naissance à ce toponyme[réf. nécessaire].
Blacons

## Histoire

### Préhistoire et protohistoire
Objets de l'âge du bronze à Boudra : amphores, tessons.

### Du Moyen Âge à la Révolution
Mirabel est un village défendu par une muraille, trois tours et le donjon. Ce castrum est signalé  pour la première fois en 1165. l'évêque de Die en est le seigneur.
La seigneurie :
- Mirabel était une terre du patrimoine des évêques de Die. Sa possession fut confirmée par les empereurs germaniques en 1178 et 1214.
- Les évêques la joignent à celle d'Aouste pour la perception de leurs revenus.
- Vers 1539 : une partie passe aux Mirabel, une autre aux Montmeyran.
- Vers 1660 : une autre partie passe aux Arbalestier.
- Par la suite, l'ensemble de la terre est recouvrée par les évêques de Die qui la conserve jusqu'à la Révolution.

1461 : la commune est rattachée au royaume de France : un châtelain est installé au village. Il assure la police et prélève les impôts royaux.
La Réforme protestante connaît d'importants succès dans la vallée du Rhône. Le seigneur de Mirabel, Claude de Mirabel, se convertit. Il se bat dans les rangs huguenots lors des guerres de Religion.

En 1574 (4 juillet), lors du siège de Die par les huguenots, un renfort de troupes catholiques engage la bataille au pont sur la Gervanne. Le capitaine protestant Charles Dupuy de Montbrun y est blessé et fait prisonnier[réf. nécessaire] à Mirabel.

La crainte d'une attaque des catholiques pousse au renforcement des fortifications ; c'est en les inspectant que Claude de Mirabel tombe du chemin de ronde et meurt en 1576.

Le château est détruit par les catholiques.
En 1664, le village compte deux tiers de protestants. Il souffre peu des persécutions qui ont précédé et suivi la révocation de l'édit de Nantes en 1685 : on ne relève ni dragonnades, ni condamnations aux galères. Les « nouveaux convertis », c'est-à-dire les protestants forcés d'abjurer, qui avaient conservé leurs convictions protestantes se rendaient aux assemblées du Désert entre Aouste et Mirabel. Ces assemblées eurent lieu jusqu'à l'édit de tolérance de 1787. Deux frères furent condamnés et emprisonnés à Crest. Le village avait une école et un précepteur de la jeunesse.
L'énergie hydraulique de la Gervanne permet une certaine activité de transformation : plusieurs moulins à farine, deux moulins à huile, des foulons, des fabriques de soie, un four à chaux.
Le marquis de Blacons est député de la noblesse à l'Assemblée de Vizille en 1788.
Avant 1790, Mirabel était une communauté de l'élection de Montélimar, subdélégation de Crest et du bailliage de Die, qui forma pendant longtemps deux paroisses du diocèse de Die : Mirabel et Serreméan. La paroisse de Mirabel, en particulier avait son église sous le vocable de Saint-Marcel et ses dîmes appartenaient à l'évêque de Die, tandis que les dîmes des Barthalais appartenaient au prieur de Serreméan (voir ce nom). Les deux paroisses furent unies au XVIIe siècle.

#### Les Berthalais
Hameau de la commune de Mirabel-et-Blacons.
- 1635 : Le Berthalais et Berthalais (terrier de Saillans)[19].
- 1760 : Berthalais sur Mirabel (archives de la Drôme, E 927)[19].
- 1891 : Berthalais, hameau de la commune de Mirabel-et-Blacons[19].
- 1891 : Les Berthalais[14].
- 1891 : Les Berthalais, quartier[20].
- (non daté)[réf. nécessaire] : Les Berthalais, hameau.

#### Serre-Méan
Ancien prieuré de l'ordre de Saint-Augustin, congrégation de Saint-Ruf, dépendant fort anciennement de l'abbaye de Saint-Martial de Limoges, et dont le titulaire était décimateur dans le quartier des Barthalaix, commune de Mirabel-et-Blacons.
- 1096 : mention de l'église : Ecclesia Sanctae Mariae de Sermea (B. Urbanus : Epist., 463)[20].
- 1213 : Sermeia (cartulaire de Léoncel, 75)[20].
- XIVe siècle : mention du prieuré : Prioratus de Serromedio (pouillé de Die)[20].
- 1449 : mention du prieuré : Prioratus de Serromedio Meano (pouillé hist.)[20].
- 1509 : mention du prieuré : Prioratus Serri Medii (archives de la Drôme, E 4022)[20].
- 1576 : mention du prieuré : Le prioré de Serre Mean et Mirabel (rôle de décimes)[20].
- 1644 : mention du prieuré : Le prioré de Nostre Dame de Serreméan (rôle de décimes)[20].
- 1760 : mention du prieuré : Notre-Dame de Serreméan en Diois (archives de la Drôme, B 1523)[20].
- 1765 : Sermans (archives de la Drôme, E 509)[20].
- 1891 : Serreméan, chapelle et quartier de la commune de Mirabel-et-Blacons[20].
- 1992 : Serre-Méan[16].

### De la Révolution à nos jours

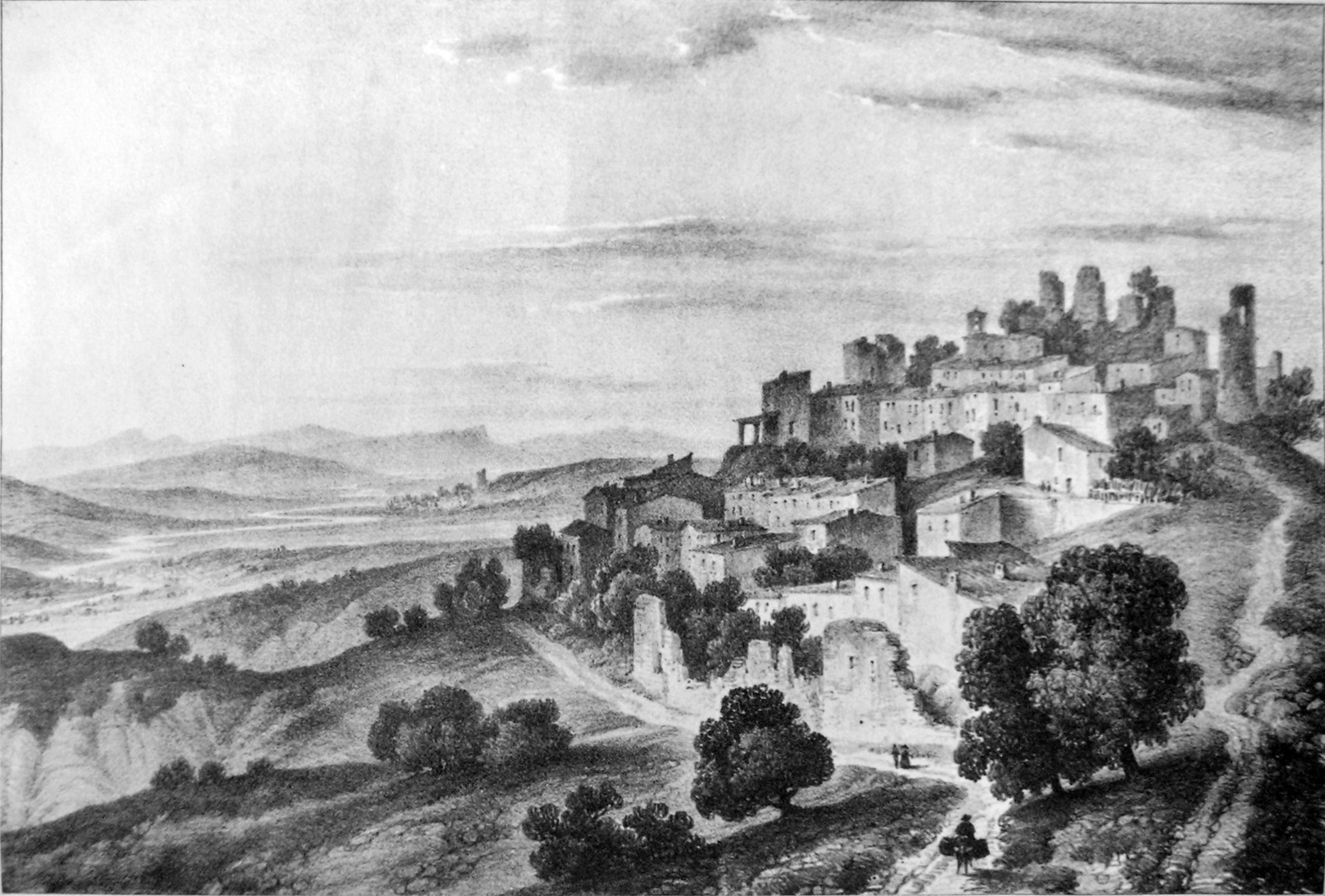
Mirabel au XIXe siècle illustrée par Alexandre Debelle (1805-1897).

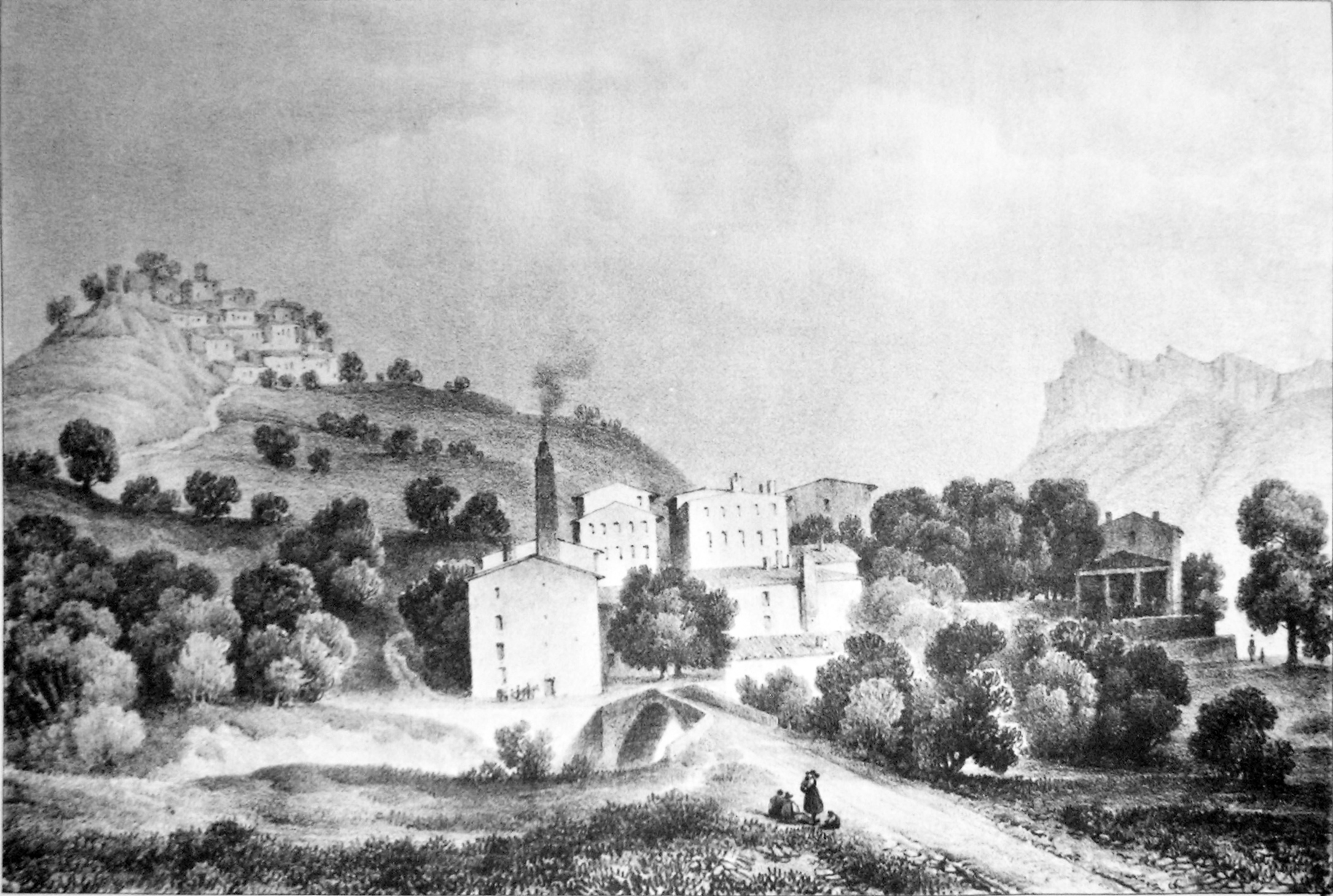
Blacons au XIXe siècle illustrée par Alexandre Debelle.

En 1790, la commune est comprise dans le canton d'Aouste. La réorganisation de l'an VIII la fait passer dans le canton de Crest-Nord.
Le marquis de Blacons émigre en 1792. Son moulin est déclaré bien national et vendu en 1805 à Paul-René Lombard-Latune, d'une famille de négociants de la vallée de la Drôme, qui y installe une papeterie moderne.

La papeterie Latune se développe et emploie 90 ouvriers en 1843. Plus moderne, elle concurrence les papeteries de Chabeuil et d'Aouste qui ferment. En 1880, elle comptera 300 ouvriers.
Une filature, utilisant elle aussi la force hydraulique de la Gervanne via un canal de dérivation, est reconvertie en usine de fabrication de billes. Aujourd'hui, elle n'est plus en activité et héberge une association qui assure la préservation et la promotion du patrimoine de l'ensemble des anciennes usines à billes du département[réf. nécessaire].
D'autres usines s'installent sur la rive droite de la Gervanne. Toutes ces activités entraînent la construction d'habitations dans la plaine (autour de la papeterie) afin de loger les ouvriers.
En 1858, un temple protestant est construit dans le village de Mirabel et, en 1860, une nouvelle église à Blacons.
En 1891, un pont est construit sur la Drôme. Il permet d'atteindre la gare de Piégros-la-Clastre, achevée en 1896, sur la ligne de Die.

La commune de Mirabel était desservie par la route nationale.
Avec le déclin de l'activité agricole, le village de Mirabel perd progressivement la quasi-totalité de ses habitants, au bénéfice du village de Blacons.
En 1907, le conseil municipal décide de transférer le chef-lieu de la commune au village de Blacons, situé dans la plaine. Une nouvelle mairie-école y est édifiée en 1913-1914, et le siège de la paroisse est déplacée dans la chapelle dite romane.
En 1946, la commune de Mirabel-et-Blacons s'agrandit sur la rive droite de la Gervanne où se trouvent usines et habitations. Cette rive relevait auparavant de la commune d'Aouste-sur-Sye.
En 1974, la dernière habitante du village de Mirabel décède. Un couple y installe une résidence secondaire quelques années plus tard.

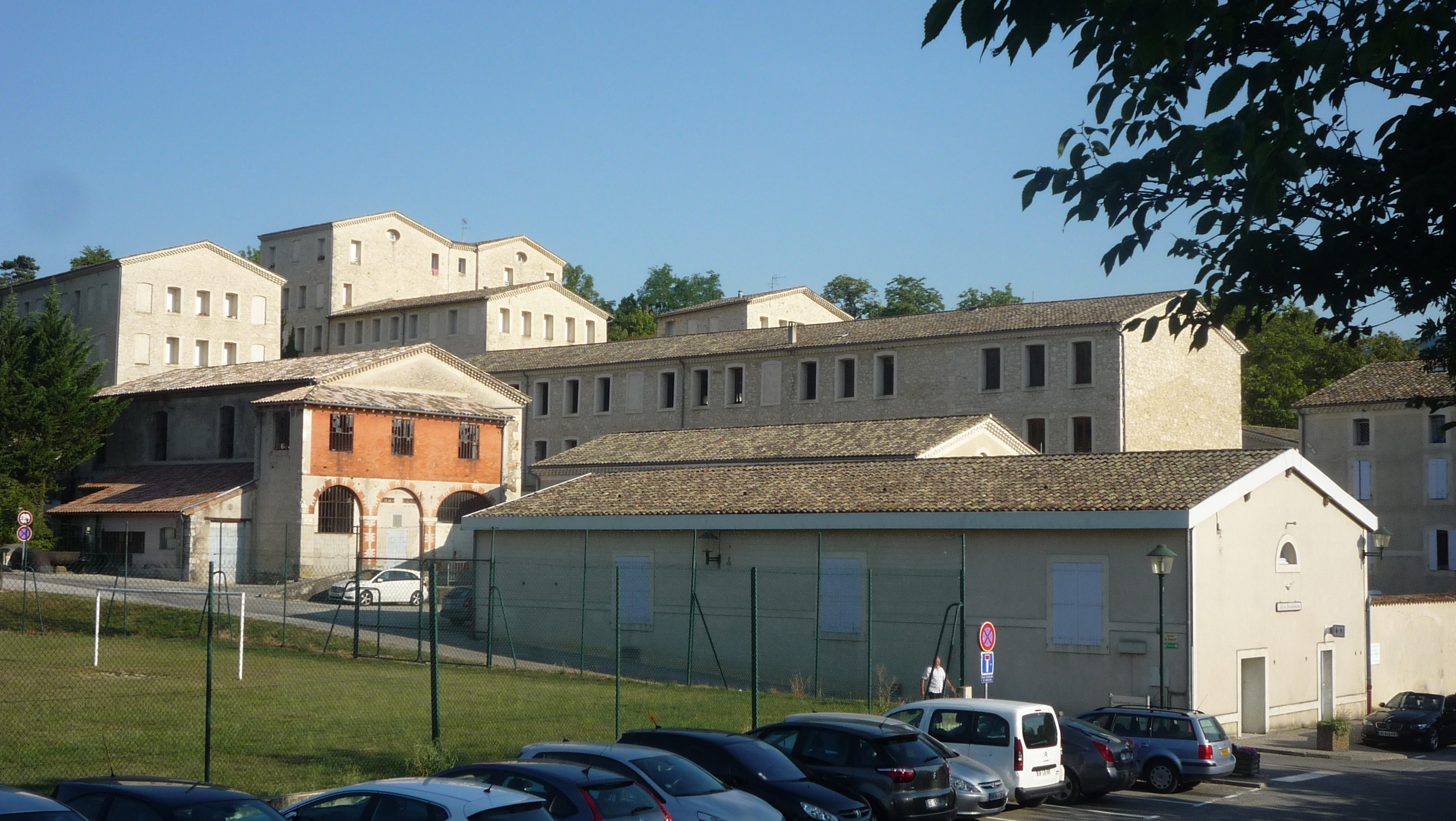
Logement sociaux de Blacons.

La fermeture définitive en 1972 laissait à l'abandon un important patrimoine industriel. Jacques Ravel, maire de Mirabel-et-Blacons (de 1972 à 2001) fit acheter par la commune l'ensemble des bâtiments et les réhabilita (de 1986 à 2000) en logements sociaux[réf. nécessaire].

## Politique et administration

### Liste des maires
| Période                                  | Période  | Identité            | Étiquette | Qualité  |
| ---------------------------------------- | -------- | ------------------- | --------- | -------- |
| 1972                                     | 2001     | Jacques Ravel       |           |          |
| avant 2006                               | 2020     | Maryline Manen      | DVG       | Employée |
| 2020                                     | En cours | Jean-Philippe Roche |           |          |
| Les données manquantes sont à compléter. |          |                     |           |          |

## Population et société

### Démographie
L'évolution du nombre d'habitants est connue à travers les recensements de la population effectués dans la commune depuis 1793. Pour les communes de moins de 10 000 habitants, une enquête de recensement portant sur toute la population est réalisée tous les cinq ans, les populations de référence des années intermédiaires étant quant à elles estimées par interpolation ou extrapolation. Pour la commune, le premier recensement exhaustif entrant dans le cadre du nouveau dispositif a été réalisé en 2004.

En 2022, la commune comptait 1 202 habitants, en évolution de +13,61 % par rapport à 2016 (Drôme : +2,64 %, France hors Mayotte : +2,11 %).
| 1793 | 1800 | 1806 | 1821 | 1831 | 1836 | 1841 | 1846 | 1851 |
| ---- | ---- | ---- | ---- | ---- | ---- | ---- | ---- | ---- |
| 296  | 298  | 343  | 392  | 349  | 472  | 486  | 499  | 545  |

| 1856 | 1861 | 1866 | 1872 | 1876 | 1881 | 1886 | 1891 | 1896 |
| ---- | ---- | ---- | ---- | ---- | ---- | ---- | ---- | ---- |
| 495  | 545  | 553  | 593  | 552  | 573  | 585  | 582  | 547  |

| 1901 | 1906 | 1911 | 1921 | 1926 | 1931 | 1936 | 1946 | 1954 |
| ---- | ---- | ---- | ---- | ---- | ---- | ---- | ---- | ---- |
| 551  | 577  | 578  | 509  | 502  | 505  | 495  | 474  | 560  |

| 1962 | 1968 | 1975 | 1982 | 1990 | 1999 | 2004 | 2006 | 2009 |
| ---- | ---- | ---- | ---- | ---- | ---- | ---- | ---- | ---- |
| 560  | 552  | 592  | 592  | 728  | 815  | 852  | 880  | 904  |

| 2014  | 2019  | 2022  | - | - | - | - | - | - |
| ----- | ----- | ----- | - | - | - | - | - | - |
| 1 007 | 1 170 | 1 202 | - | - | - | - | - | - |

### Enseignement
La commune relève de l'académie de Grenoble.

### Manifestations culturelles et festivités
Fête : troisième dimanche de juillet et deuxième dimanche de septembre.

#### Loisirs
- Randonnées[16].
- Chasse et pêche[16].

### Médias
Le territoire de la commune se situe dans l'aire de diffusion de plusieurs médias :
- Presse écrite
  - Le Crestois, hebdomadaire de la vallée de la Drôme.
  - Le Dauphiné libéré, quotidien régional qui consacre, chaque jour, y compris le dimanche, dans son édition de « Valence-Drôme » un ou plusieurs articles à l'actualité du canton et de la commune, ainsi que des informations sur les éventuelles manifestations locales, les travaux routiers, et autres événements divers à caractère local.
  - L'Agriculture Drômoise, journal d'informations agricoles et rurales, couvre l'ensemble du département de la Drôme.
  - Drôme Hebdo (ancien Peuple Libre), hebdomadaire chrétien d'informations.
- Presse audio-visuelle
  - Radio Saint Ferréol est une radio locale émise depuis Crest.
  - Ici Drôme Ardèche est une radio publique diffusée sur son territoire.

## Économie
En 1992 : polyculture, vignes, caprins, ovins, apiculture.

## Culture locale et patrimoine

### Lieux et monuments
- Vieux village de Mirabel : restes d'enceinte fortifiée[16].
  - Vestiges de tours de guet et de remparts au village de Mirabel[17].
- Église Saint-Joseph de Mirabel-et-Blacons : peintures murales[16].
- Temple désaffecté à Miribel[16].
- Chapelle de Serre-Méan[16].
- Ancienne usine de billes reconvertie en musée de la bille[réf. nécessaire].

### Patrimoine culturel
- Artisanat créateur[16].

### Personnalités liées à la commune
- Tommy Fallot (1844-1904), pasteur protestant, lié au christianisme social, mort à Mirabel.
- Richard Marazano (né en 1971), scénariste et dessinateur de bande dessinée[réf. nécessaire].

### Héraldique, logotype et devise
|  | Mirabel-et-Blacons possède des armoiries dont l'origine et le blasonnement exact ne sont pas disponibles. |